# 꽝흥
꽝흥(베트남어: Quang Hưng / 光興 광흥 / 1578년 ~ 1599년)는 베트남 후 레 왕조(後黎朝) 세종(世宗) 레 주이 담(黎維潭)의 두번째 연호이다.
- 찐 주 군주(섭정) : 찐뚱(鄭松)
- 응우옌 주 군주 : 응우옌호앙(阮潢)
- 버우 주 군주 : 부꽁끼(武公紀) → 부득꿍(武德恭)

## 개원
- 자타이(嘉泰) 5년 12월 1일[1](율리우스력 1578년 1월 8일)에 연호를 꽝흥(光興)으로 정하고, 다음 해 1월 1일[2](율리우스력 1578년 2월 7일)에 개원함.[3][4][5]

- 꽝흥(光興) 22년 8월 27일[6](그레고리력 1599년 10월 15일)에 연호를 턴득(愼德)으로 정하고, 다음 해 1월 1일[7](그레고리력 1600년 2월 15일)에 개원함.[3][4][5]

## 연대 대조표
| 꽝흥 | 서기 (西紀) | 간지 (干支) | 막 왕조 연호                                   | 응우옌 주 기년  | 명나라 연호     |
| 원년 | 1578년      | 무인 (戊寅) | 숭캉(崇康) 11년 지엔타인(延成) 원년            | 선주(僊主) 21년 | 만력(萬曆) 6년  |
| 2년  | 1579년      | 기묘 (己卯) | 지엔타인 2년                                   | 선주 22년       | 만력 7년        |
| 3년  | 1580년      | 경진 (庚辰) | 지엔타인 3년                                   | 선주 23년       | 만력 8년        |
| 4년  | 1581년      | 신사 (辛巳) | 지엔타인 4년                                   | 선주 24년       | 만력 9년        |
| 5년  | 1582년      | 임오 (壬午) | 지엔타인 5년                                   | 선주 25년       | 만력 10년       |
| 6년  | 1583년      | 계미 (癸未) | 지엔타인 6년                                   | 선주 26년       | 만력 11년       |
| 7년  | 1584년      | 갑신 (甲申) | 지엔타인 7년                                   | 선주 27년       | 만력 12년       |
| 8년  | 1585년      | 을유 (乙酉) | 지엔타인 8년 도안타이(端泰) 원년               | 선주 28년       | 만력 13년       |
| 9년  | 1586년      | 병술 (丙戌) | 도안타이 2년                                   | 선주 29년       | 만력 14년       |
| 10년 | 1587년      | 정해 (丁亥) | 도안타이 3년                                   | 선주 30년       | 만력 15년       |
| 꽝흥 | 서기 (西紀) | 간지 (干支) | 막 왕조 연호 (까오방 정권)                     | 응우옌 주 기년  | 명나라 연호     |
| 11년 | 1588년      | 무자 (戊子) | 도안타이 4년 흥찌(興治) 원년                   | 선주(僊主) 31년 | 만력(萬曆) 16년 |
| 12년 | 1589년      | 기축 (己丑) | 흥찌 2년                                       | 선주 32년       | 만력 17년       |
| 13년 | 1590년      | 경인 (庚寅) | 흥찌 3년                                       | 선주 33년       | 만력 18년       |
| 14년 | 1591년      | 신묘 (辛卯) | 흥찌 4년 홍닌(洪寧) 원년                       | 선주 34년       | 만력 19년       |
| 15년 | 1592년      | 임진 (壬辰) | 홍닌 2년 부안(武安) 원년 바오딘(寶定) 원년     | 선주 35년       | 만력 20년       |
| 16년 | 1593년      | 계사 (癸巳) | 바오딘 2년 캉흐우(康佑) 원년 끼엔통(乾統) 원년 | 선주 36년       | 만력 21년       |
| 17년 | 1594년      | 갑오 (甲午) | 끼엔통 2년                                     | 선주 37년       | 만력 22년       |
| 18년 | 1595년      | 을미 (乙未) | 끼엔통 3년                                     | 선주 38년       | 만력 23년       |
| 19년 | 1596년      | 병신 (丙申) | 끼엔통 4년                                     | 선주 39년       | 만력 24년       |
| 20년 | 1597년      | 정유 (丁酉) | 끼엔통 5년                                     | 선주 40년       | 만력 25년       |
| 꽝흥 | 서기 (西紀) | 간지 (干支) | 막 왕조 연호 (까오방 정권)                     | 응우옌 주 기년  | 명나라 연호     |
| 21년 | 1598년      | 무술 (戊戌) | 끼엔통(乾統) 6년                               | 선주(僊主) 41년 | 만력(萬曆) 26년 |
| 22년 | 1599년      | 기해 (己亥) | 끼엔통 7년                                     | 선주 42년       | 만력 27년       |

## 동시대 연호

### 베트남
막 왕조(莫朝)
- 숭캉(崇康) (1568년 ~ 1578년)
- 도안타이(端泰) (1585년 ~ 1588년)
- 흥찌(興治) (1588년 ~ 1591년)
- 홍닌(洪寧) (1591년 ~ 1592년)
- 부안(武安) (1592년)
- 바오딘(寶定) (1592년)
- 캉흐우(康佑) (1593년)
- 끼엔통(乾統) (1593년 ~ 1625년)

기타
- 부당(武登) 라빈(羅平) (1594년)
- 응우옌민찌(阮明智) 다이득(大德) (1595년 ~ 1597년)
- 응우옌드엉민(阮當明) 푹득(福德) (1596년 ~ 1597년)

### 중국
명(明)
- 만력(萬曆) (1573년 ~ 1620년)

### 일본
- 덴쇼(天正) (1573년 ~ 1592년)
- 분로쿠(文祿) (1592년 ~ 1596년)
- 게이초(慶長) (1596년 ~ 1615년)

## 같이 보기
- 다른 왕조의 같은 연호
  - 전조(前趙) 광흥(光興, 310년 ~ 311년)

- 베트남의 연호